# Kilören, Raseborg
Kilören är en ö i Finland. Den ligger i Skärgårdshavet och i kommunen Raseborg i den ekonomiska regionen  Raseborg i landskapet Nyland, i den sydvästra delen av landet. Ön ligger omkring 110 kilometer väster om Helsingfors.
Öns area är 1,2 hektar och dess största längd är 190 meter i sydöst-nordvästlig riktning.